# Emily Willis
Emily Willis, pseudonimo di Litzy Lara Banulos (29 dicembre 1998), è un'ex attrice pornografica argentina naturalizzata statunitense.

## Biografia
Nata da madre argentina e padre statunitense, ha vissuto in Argentina fino ai 7 anni quando si è trasferita negli Stati Uniti, nello Utah, a seguito delle seconde nozze della madre con un mormone.
A San Diego, Emily ha lavorato come agente di vendita porta a porta prima di iniziare la sua carriera come attrice professionista di film per adulti, diventando una star. Nel suo tempo quotidiano su Internet e su diversi siti di incontri, Emily ha incontrato un giovane che all'epoca aveva un sito Web per adulti. Ha offerto a Emily un'opportunità che ha favorito il suo ingresso anticipato nell'industria del porno, quando nel 2017 a 18 anni è definitivamente diventata una star del cinema per adulti. Ha scelto il suo nome d'arte perché le è sempre piaciuto Emily mentre Willis era bizzarro come il suo carattere.
Nel maggio 2019 è stata nominata "Penthouse Pets" per la rivista Penthouse. Nel 2021 ha stabilito il record di premi vinti in una singola edizione agli AVN Awards, con nove statuette, vincendo anche quello come Female Performer of The Year. Ha ottenuto lo stesso premio nel 2021 anche agli XRCO e per due anni consecutivi anche agli XBIZ Awards, impresa condivisa con Jenna Haze, Tori Black, Anikka Albrite, Angela White e Vanna Bardot. Inoltre, è stata la protagonista di The Insatiable Emily Willis e Influence Emily Willis, per i quali ha vinto per due anni consecutivi il premio AVN Best Star Showcase.
Ha lavorato con diverse case di produzione quali VIxen, Tushy, Brazzers e Reality Kings, New Angel, Deeper, Blacked e altre, girando 700 scene.
Nel 2021 ha intentato causa per diffamazione per 5 milioni di dollari contro le colleghe Gianna Dior e Adria Rae, a seguito di alcuni tweet diffusi dalle due donne che avrebbero associato Willis a sesso con animali, nel tentativo di rovinarle intenzionalmente la reputazione.
Nel marzo 2024, mentre era in cura presso un centro di riabilitazione per uscire dalla sua dipendenza da ketamina, è stata colpita da un arresto cardiaco e, a causa dei ritardi nei soccorsi, è rimasta permanentemente paralizzata, capace di muovere solo gli occhi. Contro il "Summit Malibu" è stata intentata una causa da parte dei legali dell'ex pornostar per i reati di abuso di un adulto dipendente, negligenza professionale e pratiche commerciali fraudolente.

## Riconoscimenti
- AVN Awards
  - 2020 – Best Anal Sex Scenes per The Anal Awakening con Ramon Nomar[18]
  - 2021 – Female Performer of the Year[8]
  - 2021 – Best All - Girl Group Sex Scenes per Paranormal con Riley Reid e Kristen Scott[19]
  - 2021 – Best Blowbang Scene per Emily Willis 10 Man Blowbang (f. Facialized 7) con Filfthty Rich, Jacque Blake, Jack Vegas, Mark Zane e Mike Hunter[19]
  - 2021 - Best Double - Penetration Sex Scene per The Insatiable Emily Willis con Steve Holmes e Mick Blue[19]
  - 2021 – Girl/Girl Sex Scene per Influence Elsa Jean con Elsa Jean[19]
  - 2021 - Best POV Sex Scene per Emily Willis: Car BJ & POV Fucking con Mick Blue[19]
  - 2021 - Best Three-Way Sex Scene – B/B/G per The Insatiable Emily Willis con Prince Yanshua e Rob Piper[19]
  - 2021 - Mainstream Venture of the Year[19]
  - 2022 - Best Girl/Girl Sex Scene per Light Me Up, Explicit Acts con Vanna Bardot[20]
  - 2022 – Best Gangbang Scene per Influence Emily Willis Part 4 con Rob Piper, Isiah Maxwell, Anton Harden e Tee Reel[20]
  - 2022 – Best International Group Sex Scene per Better Together, Vibes 4 con Little Caprice, Apolonia Lapiedra e Alberto Blanco[20]
  - 2022 - Best Lesbian Group Sex Scene per We Live Together Season 1 – Episode 4: Saying Goodbye e per Breaking Through con Gina Valentina, Gia Derza e Autumn Falls[20]
- XBIZ Awards
  - 2020 - Best Sex Scene - Vignette per Disciples of Desire: Bad Cop – Bad City con Jane Wilde e Prince Yanshua[21]
  - 2021 – Female Performer of the Year[22]
  - 2022 – Female Performer of the Year[23]
  - 2022 – Best Sex Scene – Performer Showcase per Influence: Emily Willis con Mick Blue e Dante Colle[24]
- XRCO Award
  - 2021 – Female Performer of the Year[25]
  - 2022 – Female Performer of the Year condiviso a pari merito con Gianna Dior[26]
  - 2022 – Awesome Analist[26]